# Vengeance de femme
Pour plus de détails, voir Fiche technique et Distribution.
Vengeance de Femme (A Woman's Vengeance) est un film américain en noir et blanc réalisé par Zoltan Korda, sorti en 1948. 
Il est basé sur une nouvelle d'Aldous Huxley, Le Sourire de la Joconde (The Gioconda Smile) (1922), elle même déjà adaptée par lui-même au théâtre sous ce même titre deux ans auparavant. Huxley est l'auteur du scénario.

## Synopsis
Henry Maurier, coureur de jupons marié à une femme souffreteuse et geignarde mais riche, entretient une liaison avec une jeune fille de dix-huit ans, Doris, qui l’aime profondément. Henri a une amie de longue date, Janet, qui l’aime en secret depuis toujours et croit que Henry nourrit des sentiments à son égard en raison de sa grande prévenance envers elle.
L'épouse de Henry décède subitement après avoir bu un café en compagnie de son mari, de Janet et de l'infirmière. Le médecin de famille conclut à une mort naturelle due au cœur. Après les funérailles, Janet est persuadée que Henry à l'intention de la demander en mariage. Or à sa grande surprise, Henry épouse Doris. Janet se résigne, surtout lorsqu'elle apprend que Doris attend un enfant. Mais voici que l'infirmière de feue Madame Henry lance des accusations de meurtre prémédité sur la défunte, tant et si bien que le corps est exhumé. L'autopsie révèle que la défunte a été empoisonné. Qui est le meurtrier ?

## Fiche technique
- Titre : Vengeance de Femme
- Titre original : A Woman's Vengeance
- Réalisation : Zoltan Korda

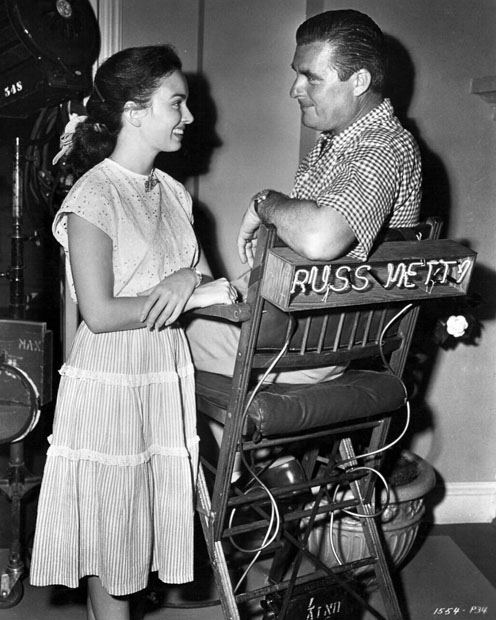
Ann Blyth avec le directeur de la photographie Russell Metty sur le plateau de tournage.

- Scénario : Aldous Huxley, d'après sa nouvelle Le Sourire de la Joconde (1922) et la pièce de théâtre du même nom qu'il en a tirée (1946)
- Musique : Miklós Rózsa
- Direction artistique : Bernard Herzbrun, Eugène Lourié
- Décors : Russell A. Gausman, Ted Offenbecker
- Costumes : Eugene Joseff
- Directeurs de la photographie : Russell Metty
- Montage : Jack Wheeler
- Producteur : Zoltan Korda
- Société de production et de distribution : Universal Pictures
- Pays de production :  États-Unis
- Langue d'origine : anglais américain
- Format : noir et blanc — pellicule : 35 mm — image : 1,37:1 — son : mono (Western Electric Recording)
- Genre : film noir, film à énigme
- Durée : 96 minutes
- Date de sortie : 
  - États-Unis : 29 janvier 1948
  - France : 19 août 1949

## Distribution
- Charles Boyer : Henry Maurier
- Ann Blyth : Doris Mead
- Jessica Tandy : Janet Spence
- Rachel Kempson : Emily Maurier
- Cedric Hardwicke : Dr. James Libbard
- Mildred Natwick : infirmière Caroline Braddock
- Cecil Humphreys : Général Spence
- Hugh French : Robert Lester
- Valerie Cardew : Clara
- Carl Harbord : Leslie Blake